# Fritz Haller

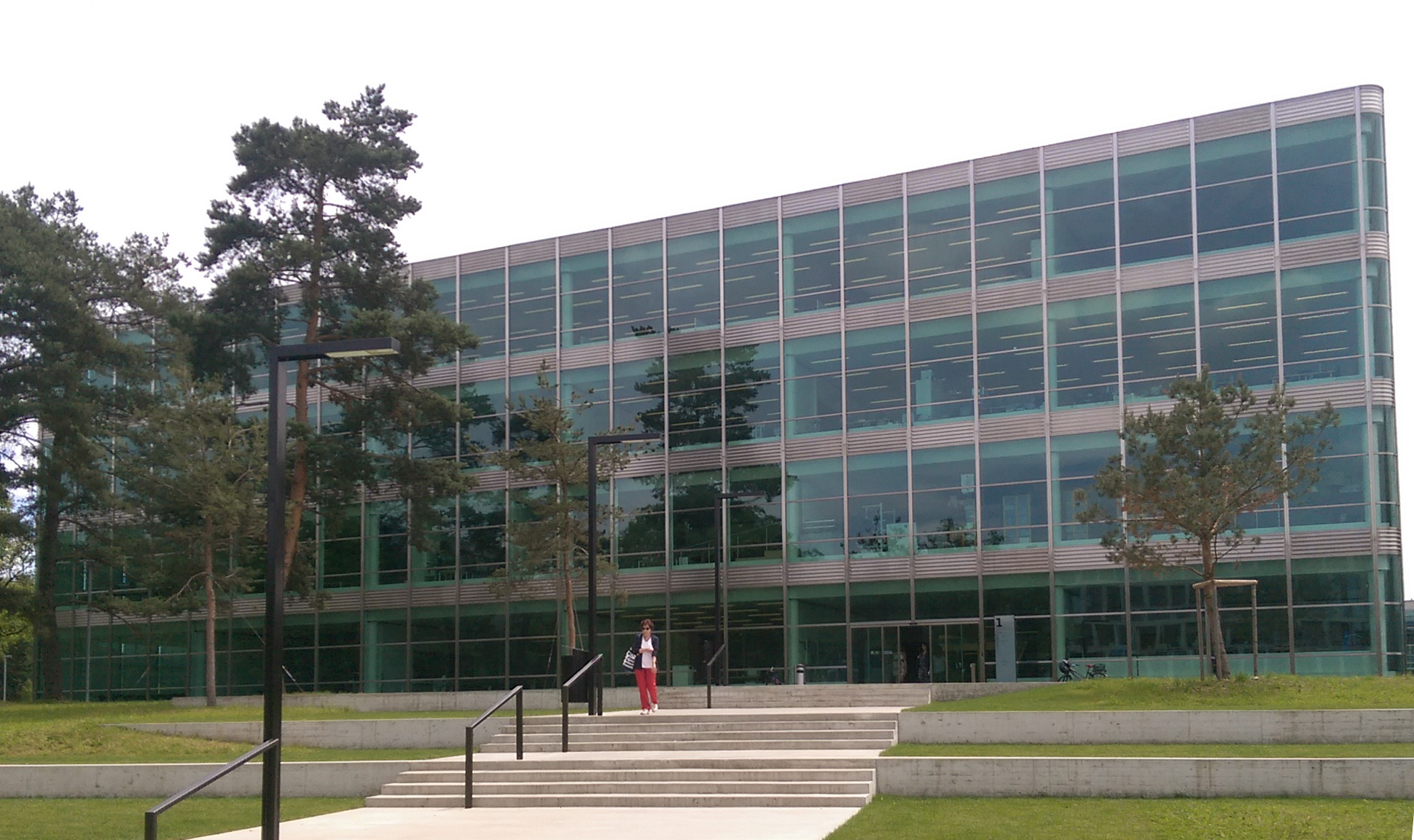
Escuela de Ingeniería de Windisch (1961-1966)

Fritz Haller (Soleura, 23 de octubre de 1924-Berna, 15 de octubre de 2012) fue un arquitecto y diseñador racionalista suizo. 

## Trayectoria
Se inició como dibujante de construcción. Entre 1948 y 1949 trabajó en el estudio Van Tijen-Maaskant de Róterdam. Poco después ganó el concurso para la construcción de una escuela en Soleura, por lo que volvió a su ciudad natal. Realizó a continuación una serie de obras de clara influencia miesiana: escuelas Primarschule Wasgenring (1953–1954) y Sekundarschule Wasgenring (1960–1962) en Basilea y Kantonsschule en Baden-Baden (1962–1964). Posteriormente estudió el problema de la distribución libre del espacio, cuya primera experiencia fue la fábrica USM en Münsingen (1960-1964). En la Escuela de Ingeniería de Windisch (1961-1966) estudió la coordinación de diferentes sistemas constructivos.
Continuó con sus investigaciones en el Instituto Konrad Wachsmann de la Universidad de California del Sur (1966-1971), que plasmó en un artículo titulado Soluciones generales en la tecnología de la construcción. Fruto de estas investigaciones fueron tres sistemas de construcción integral llamados Mini, Midi y Maxi, adaptables a todo tipo de tipologías, desde casas hasta fábricas. También trasladó estos sistemas al urbanismo, entendiendo la ciudad como un «sistema de sistemas», lo que plasmó en varios libros.
Entre 1977 y 1994 fue profesor en la Universidad de Karlsruhe.